# Körös
Körös är en biflod åt öster från Tisza, som rinner upp i Bihorbergen i Rumänien. Floden har flera grenar, Vita Körös, Svarta Körös och Strida Körös med bifloden Berettyó.
Körös mynnar i Tisza vid Csongrád och har från Vita Körös källa en längd av 300 kilometer, varav 220 kilometer fungerat som flottningsled.